# ミシェル・サデラン
ミシェル・サデラン（Michel Sadelain, 1960年4月21日 - ）は、フランス出身の免疫学者。コロンビア大学教授。専門はCAR-T細胞療法の臨床応用技術の研究。

## 来歴
政治難民一家として、ポーランド人の父親とカナダ人の母親の間に、パリで生まれた。1984年パリ第6大学からMDを取得後、カナダに渡り、1989年にアルバータ大学から免疫学のPh.D.を取得した。MITのホワイトヘッド研究所で博士研究員として研究に従事した後。1994年からメモリアル・スローン・ケタリング・がんセンターに勤務し、2024年から現職。

## 受賞歴
- 2012年 - ウィリアム・コーリー賞
- 2018年 - パサノ賞
- 2019年 - ガベイ賞、レオポルド・グリフエル賞
- 2023年 - クラリベイト引用栄誉賞
- 2024年 - 生命科学ブレイクスルー賞、ガードナー国際賞、ウォーレン・アルパート財団賞
- 2025年 - キング・ファイサル国際賞、マイエンブルク賞

## 参照
- Michel Sadelain, MD, PhD Columbia
- Michel Sadelain, MD, PhD CRI